# Quaternari
El Quaternari és el període geològic que començà fa 2,58 milions d'anys i encara dura. Es tracta del segon període de l'era del Cenozoic. El seu nom fou encunyat per Jules Desnoyers ampliant la divisió del temps geològic en «Primari», «Secundari» i «Terciari» proposada pel geòleg italià Giovanni Arduino.
Aquest període inclou les èpoques glacials més recents i els seus interglacials. El seu inici coincidí amb l'expansió de les glaceres continentals a l'hemisferi nord, on acabarien cobrint gran part de les regions temperades amb capes de gel de diversos quilòmetres de gruix, i importants canvis climàtics i oceanogràfics.
En una revisió recent de la classificació internacional dels períodes geològics, el Quaternari fou incorporat al Neogen. Aquest acte no fou ben rebut per alguns geòlegs. Finalment, el 2009 es decidí reinstaurar el Quaternari com a període geològic a part.

## General

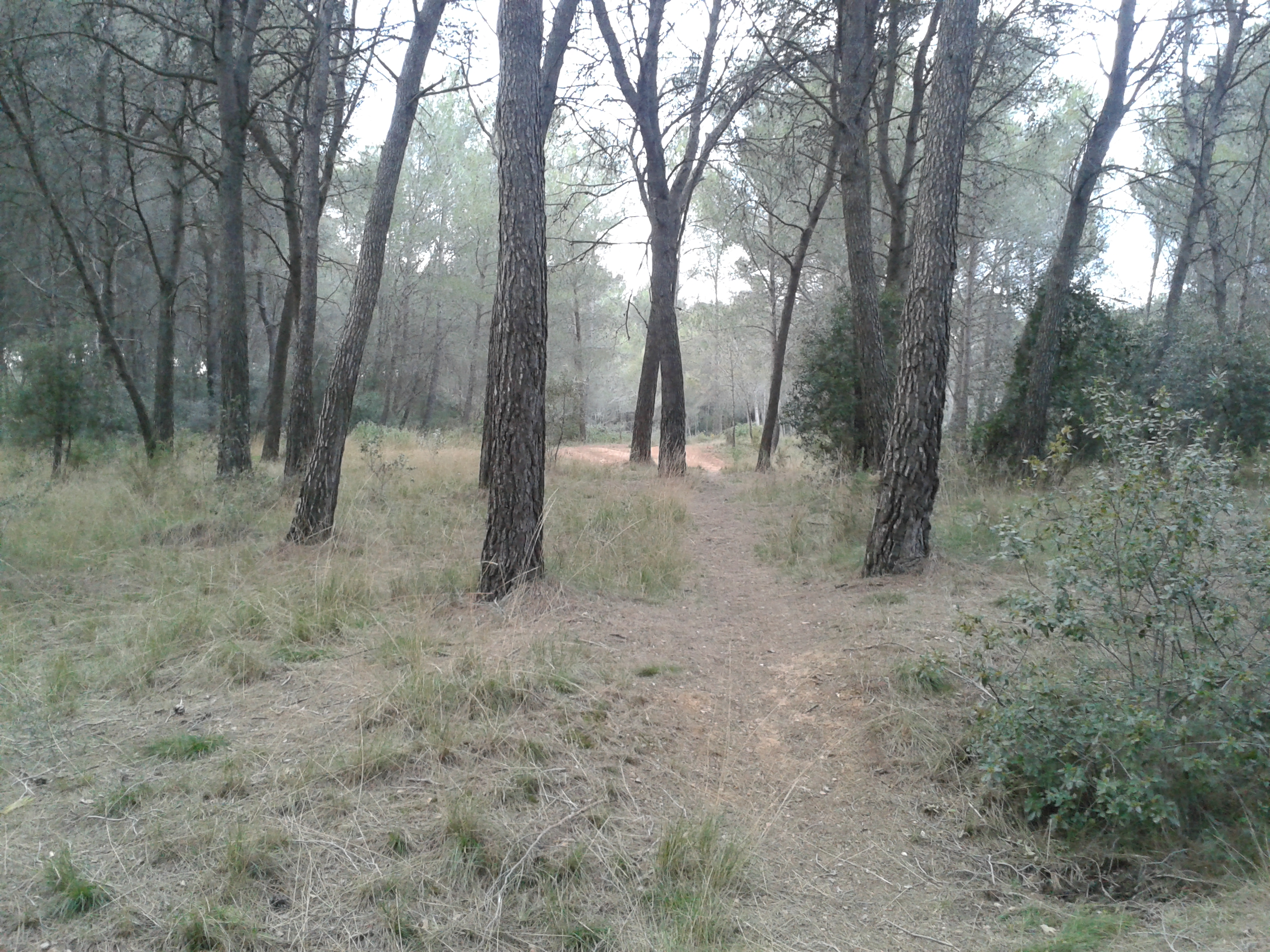
Un ecosistema del Quaternari (bosc mediterrani)

El terme «Quaternari» fou proposat per Jules Desnoyers el 1829 per a referir-se a uns sediments de la conca del Sena que semblaven més recents que les roques del Terciari. El Quaternari comença amb el final del Terciari i arriba fins al present. Cobreix, aproximadament, el temps que duraren les últimes glaciacions, fins al retrocés glacial de l'Holocè. Un ús alternatiu situa l'inici del Quaternari al principi de la glaciació del pol nord fa uns 3 milions d'anys, incloent-hi, doncs, porcions del Pliocè superior. Algunes persones no reconeixen el Quaternari i el consideren un tema informal inclòs en el Neogen, com es pot veure en l'edició del 2003 de la Taula Estratigràfica Internacional, publicada per la Comissió Internacional d'Estratigrafia.
Els 1,8-1,6 milions d'anys del Quaternari representen el temps en què han existit els humans. En un període tan curt, la deriva continental no ha passat de 100 km, quelcom de gairebé irrellevant per als paleontòlegs. Tanmateix, el registre geològic està més ben preservat que el de períodes més antics, i el mapa actual del món s'assembla molt al de principis d'aquest període. Els canvis geogràfics més importants d'aquesta època inclouen l'emergència del Bòsfor i l'Skagerrak durant els períodes glacials, que han convertit respectivament el mar Negre i el mar Bàltic en masses d'aigua dolça; i la seva posterior inundació pel nivell del mar novament ascendent. També inclou el descens periòdic del mar al canal de la Mànega, formant un pont entre Gran Bretanya i Europa i el congelament periòdic de l'estret de Bering, formant un pont entre Àsia i Nord-amèrica. Els Grans Llacs, així com altres grans llacs del Canadà, i la badia de Hudson també són el resultat de l'últim cicle glacial, i són llacs temporals. Amb cada edat glacial del Quaternari, apareixia un nou esquema de llacs i badies.
El clima era principalment un clima de glaciacions periòdiques, amb glaceres continentals que arribaven fins a 40° de latitud. Probablement, a causa de la durada relativament curta del període, no hi aparegueren gaires animals nous. Cap a finals del Plistocè, hi ha haver una gran extinció de grans mamífers a les zones boreals.
Moltes espècies, incloent-hi els dents de sabre, mamuts, mastodonts i gliptodonts, s'extingiren. D'altres, com els cavalls, els camells i els guepards, s'extingiren a Nord-amèrica, on havien aparegut, però aconseguiren prosperar en altres continents.

## Subdivisions
| Subdivisions del període Quaternari | Subdivisions del període Quaternari | Subdivisions del període Quaternari | Subdivisions del període Quaternari |
| Sistema                             | Sèrie                               | Estatge                             | Edat (Ma)                           |
| ----------------------------------- | ----------------------------------- | ----------------------------------- | ----------------------------------- |
| Quaternari                          | Holocè                              | Megalaià                            | 0,0042                              |
| Quaternari                          | Holocè                              | Norgripià                           | 0,0082                              |
| Quaternari                          | Holocè                              | Grenlandià                          | 0,0117                              |
| Quaternari                          | Plistocè                            | Superior                            | 0,129                               |
| Quaternari                          | Plistocè                            | Chibanià                            | 0,774                               |
| Quaternari                          | Plistocè                            | Calabrià                            | 1,80                                |
| Quaternari                          | Plistocè                            | Gelasià                             | 2,58                                |
| Neogen                              | Pliocè                              | Plasencià                           | més antic                           |

La Comissió Internacional d'Estratigrafia reconeix la subdivisió en dues èpoques per al Quaternari, segons l'esquema següent, ordenades de la més recent a la més antiga:.
- Holocè de 0,0117 milions d'anys (Ma), és a dir, fa 11.700 anys i encara en curs
- Plistocè de 2,58 Ma a 0,0117 Ma

## Geologia
Els 2,58 milions d'anys del Quaternari representen el temps durant el qual han existit humans reconeixibles com a tals. Durant aquest període geològicament curt hi ha hagut pocs canvis en la distribució dels continents (tectònica de plaques). El registre geològic del Quaternari, en ser més recent, es conserva amb més detall que el de períodes anteriors.
Els principals canvis geogràfics durant aquest període van incloure:
- l'aparició dels estrets de Bòsfor i Skagerrak durant les èpoques glacials, que van convertir el mar Negre i el mar Bàltic respectivament en llacs d'aigua dolça, i la seva posterior inundació (i retorn a l'aigua salada) per l'augment del nivell del mar.[9]
- l'ompliment periòdic del Canal de la Mànega, formant un pont terrestre entre la Gran Bretanya i el continent europeu.
- el tancament periòdic de l'Estret de Bering, formant el pont terrestre entre Àsia i Amèrica del Nord.
- les inundacions periòdiques de les Scablands del nord-oest americà per l'aigua glacial.[10]
- L'extensió actual de la Badia de Hudson, els Grans Llacs i altres llacs importants d'Amèrica del Nord com a conseqüència del reajustament de l'Escut canadenc des de l'última edat glacial.
- Modificacions dels litorals al llarg del temps quaternari.[11]

## Clima

Vegetació durant l'última màxima glacial, fa uns 20 anys.

Durant les màximes glaceres la temperatura a les aigües oceàniques superficials era 4-5°C inferior a l'actual (actualment és de ~18°C per a les aigües subtropicals i ~14°C per a les subpolars), igual que als tròpics. Durant els màxims interglacials la temperatura va poder ser superior en 1-2 °C a l'actual.
La presència de gel a gran part dels continents va modificar en gran manera les pautes de circulació atmosfèrica. Els vents a prop dels marges glacials eren forts i persistents a causa de l'abundància d'aire dens i fred procedent de la glacera. Aquests vents recollien i transportaven grans quantitats de sediments de gra fi erosionat per les glaceres. Aquesta pols es va acumular com a loess, formant dipòsits irregulars en gran part de la vall del Riu Missouri, Europa central i nord de la Xina.
Les dunes de sorra van ser molt més àmplies i actives a moltes àrees durant el període Quaternari d'hora. Un bon exemple és la regió dels turons de sorra a Nebraska, que cobreix una àrea d'uns 60 km². Aquesta regió va ser un gran camp de dunes actives durant l'època del Plistocè, però avui en gran part s'ha estabilitzat per una cobertura de pastures.
El clima del Plistocè podria estar caracteritzat pel fenomen continu de El Niño amb vents alisis al Pacífic Sud, afeblint-se o escalfant-se a l'est, aire calent prop del Perú, corrents oceànics càlids des de l'oest del Pacífic i Oceà Índic a l'est del Pacífic, i altres marcadors de El Niño.
Durant els períodes glacials, les pluges van ser menys abundants a causa de la disminució de l'evaporació de l'aigua dels oceans. D'altra banda, per aquesta sequedat del clima, els deserts serien més extensos i més secs.

## Edat glacial
El 1821, l'enginyer suís Ignaz Venetz va publicar un article on suggeria la presència de restes del passatge d'una glacera a una distància considerable dels Alps. Aquesta idea fou inicialment discutida per un altre científic suís, Louis Agassiz, però quan va intentar demostrar-ne la falsedat, acabà acceptant la teoria del seu col·lega. Un any més tard, Agassiz va formular la hipòtesi d'un gran període glacial amb efectes de llarg abast. Aquesta idea el feu famós arreu del món.
Amb el temps, i gràcies al desenvolupament de la geologia, es va comprovar que hi havia diversos períodes d'avanç i retrocés de les glaceres, i que les temperatures a la Terra en el passat eren molt diferents a les actuals. De fet, els cicles de Milanković de Milutin Milanković estan basats en l'assumpció que les variacions en la radiació solar que arriba a la Terra són un factor fonamental en el clima terrestre.
Durant aquest període, enormes glaceres varen avançar i després retirar-se de gran part d'Amèrica del Nord i Europa, parts d'Amèrica del Sud i Àsia, i la totalitat de l'Antàrtida. Es formaren els Grans Llacs i mamífers de gran mida prosperaren en les parts de Nord-amèrica i Euràsia que no estaven cobertes de glaç. Aquests mamífers s'extingiren amb la fi de l'edat glacial, fa uns 10.000 anys. Els humans actuals aparegueren fa uns 100.000 anys.

## Paleobiologia
Els severs canvis climàtics durant els cicles de glaciacions van tenir importants impactes sobre la fauna i la flora. Amb cada avenç del gel, grans extensions dels continents es van despoblar completament, amb plantes i animals retirant-se cap al sud, empesos per l'avenç del front glacial. Es va produir un fort estrès provocat pels canvis climàtics dràstics, la disminució de l'espai vital i la reducció del subministrament d'aliments. Pel que fa a la flora, els fòssils que han quedat ofereixen una curiosa similitud amb l'actual. On van existir més canvis va ser a la fauna. A finals del Plistocè es va produir un gran esdeveniment d'extinció de grans mamífers (megafauna): tots els continents, a excepció de l'Àfrica i Àsia van perdre la fauna de més d'una tona de pes . L'acció humana també va poder exercir un paper, a més dels canvis climàtics. Van desaparèixer espècies tals com els mamuts, mastodonts, l'ós de les cavernes, megateri, gliptodont, Smilodon o el megaloceros. Els Neandertals també van desaparèixer durant aquest període.

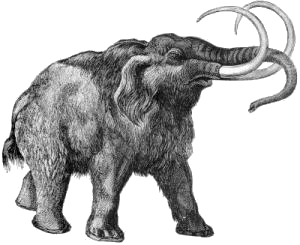
Mamut
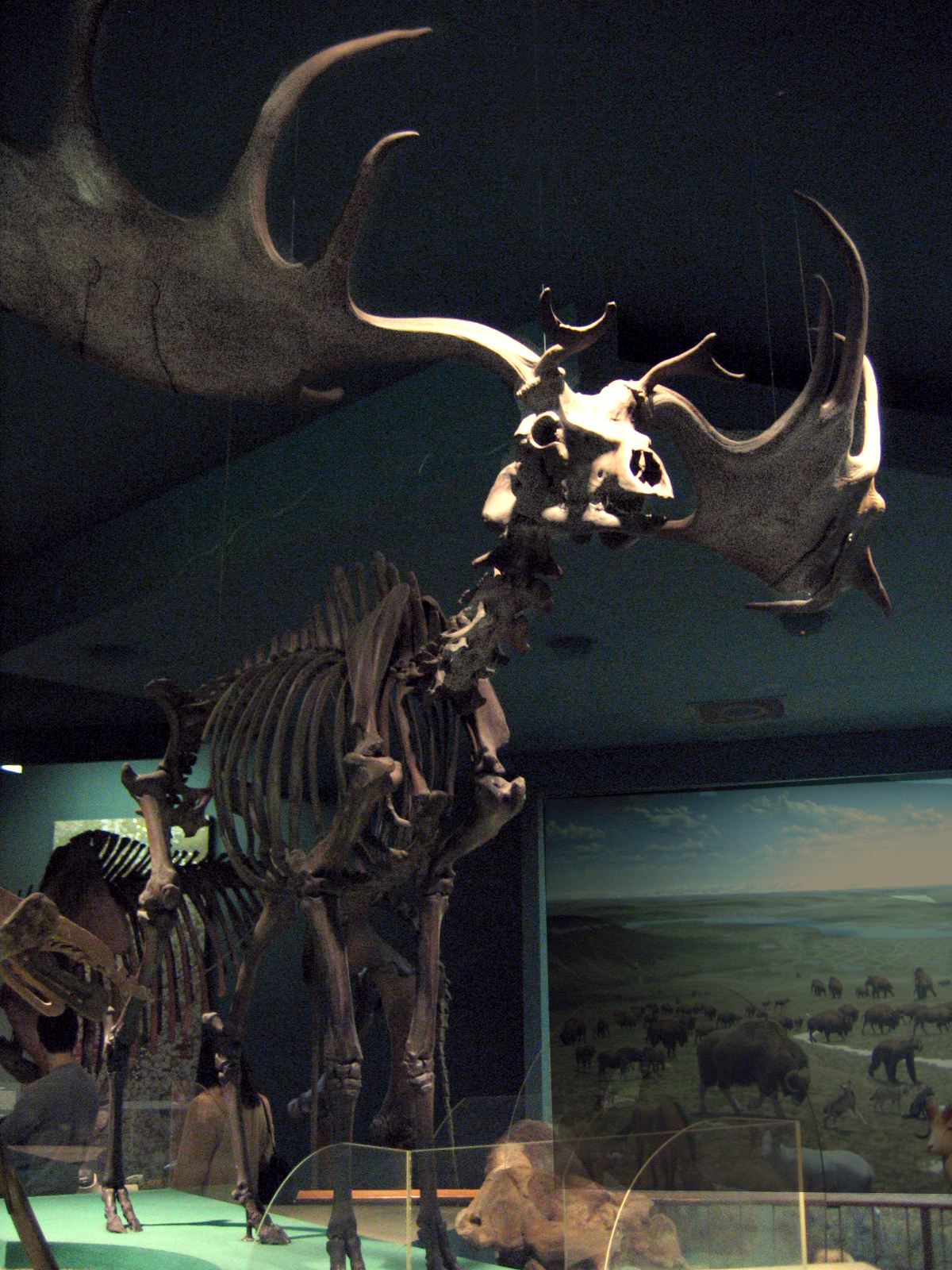
Ant irlandès

Les extincions van continuar a l'Holocè, aquesta vegada atribuïbles sens dubte a l'acció humana. La taxa observada d'extinció s'ha accelerat de manera espectacular els darrers 50 anys. A l'esdeveniment d'extinció de l'Holocè de vegades se li denomina la sisena extinció, ja que en el passat hi va haver altres cinc grans esdeveniments d'extinció. A la taula següent es mostra el nombre de gèneres terrestres de més de 44 kg de pes en els últims 100 anys. A Austràlia, vuit gèneres probablement ja estaven extints abans de l'arribada dels éssers humans.
| Àfrica i Àsia                                  | Austràlia i Nova Guinea | Nord d'Euràsia               | Amèrica del Nord             | Amèrica del Sud   |
| ---------------------------------------------- | ----------------------- | ---------------------------- | ---------------------------- | ----------------- |
| Sivatherium                                    | Diprotodon              | Mammuthus primigenius        | Equus lambei                 | Smilodon          |
| Xenocyon lycaonoides                           | Zygomaturus             | Coelodonta antiquitatis      | Tapirus californicus         | Arctotherium      |
| Metridiochoerus                                | Hulitherium             | Megaloceros giganteus        | Tapirus veroensis            | Peresós terrestre |
| Chalicotheres                                  | Phascolonus             | Homotherium                  | Camelops hesternus           |                   |
| Deinotherium, Anancus, Mammuthus subplanifrons | Palorchestes            | Panthera leo spelaea         | Hemiauchenia                 | Hippidion         |
| Hippopotamus gorgops                           | Macropus titan          | Ursus spelaeus               | Bootherium bombifrons        | Toxodon           |
| Dinofelis                                      | Procoptodon             | Crocuta crocuta spelaea      | Bison antiquus               | Macrauchenia      |
| Megantereon                                    | Sthenurus               | Bison priscus                | Bison latifrons              | Cuvieronius       |
| Simostherunus                                  | Palaeoloxodon           | Castoroides                  | Stegomastodon                |                   |
| Gigantopithecus                                | Protemnodon             | Elasmotherium sibiricum      | Saiga tartarica              |                   |
| Megalotragus                                   | Propleopus oscilans     | Elasmotherium kirchbergensis | Neochoerus pinkneyi          |                   |
| Elephas recki                                  | Wonambi                 |                              | Eremotherium, Nothrotheriops |                   |
| Loxodonta adaurora                             | Thylacoleo carnifex     |                              | Megalonyx                    |                   |
|                                                | Varanus prisca          |                              | Paramylodon                  |                   |
|                                                | Dromornithidae          |                              |                              |                   |

## Evolució humana
Els últims australopitecs (que abasten l'interval de 4 a 1,1 milions d'anys abans del present) van viure durant la primera meitat del Plistocè. Aquests ja es desplaçaven de manera bípeda, encara que la mida del seu cervell era similar a la dels grans simis actuals. El gènere Homo va aparèixer al començament del Plistocè fa 2,4 milions d'anys. L′Homo habilis, l'espècie més antiga d'aquest gènere va viure aproximadament de 2,5 a 1,44 milions d'anys enrere. La mida del cervell era més gran i probablement era capaç de la fabricació de primitius utensilis de pedra. L′Homo erectus va viure entre 1,8 milions i 300 anys abans del present. Probablement coneixia l'ús del foc i va ser el primer humà que va sortir de l'Àfrica, va habitar a Europa, la Xina i va arribar a Indonèsia. L′Homo neanderthalensis (home de Neandertal) va habitar Europa i Àsia occidental des de 250 fins 29 anys enrere. Va ser una espècie ben adaptada al fred extrem i vivia en grups organitzats, al voltant de trenta membres. L′Homo sapiens va aparèixer a l'Àfrica fa uns 250 anys i en successives migracions, aprofitant els ponts terrestres a conseqüència del baix nivell del mar, es va estendre per tots els continents, a excepció de l'Antàrtida, reemplaçant els neandertals a Europa.